# Titularbistum Vasada
Vasada ist ein Titularbistum der römisch-katholischen Kirche. Es geht zurück auf ein ehemaliges Bistum der antiken Stadt Vasada in der kleinasiatischen Landschaft Lykaonien in der südlichen Türkei und gehörte der Kirchenprovinz Iconium an.
| Titularbischöfe von Vasada |                         |                                                  |                   |               |
| Nr.                        | Name                    | Amt                                              | von               | bis           |
| 1                          | Joseph James Byrne CSSp | Apostolischer Vikar von Kilima-Njaro (Tansania)  | 29. November 1932 | 25. März 1953 |
| 2                          | Johann Wember MSF       | Apostolischer Vikar von Nord-Norwegen (Norwegen) | 18. Februar 1955  | 4. Mai 1980   |